# Favolosa
La Favolosa è una cultivar di olivo italiana ottenuta attraverso la selezione massale di semenzali della Frantoio ed è una tipologia registrata nel 2017 dal CNR.
La prima sperimentazione risale agli anni '70 del XX secolo con il raggiungimento della piena fruttificazione del genotipo Fs17 negli anni '80.
Una delle caratteristiche principali è quella di essere resistente alla Xylella.

## Caratteristiche

### Generalità
Si distingue per l'elevata attitudine a produrre olio di qualità, ricco di sostanze volatili, "profumi" con sentori di erbaceo e fruttato gradevole con un immediato riscontro della ricchezza di polifenoli.
La sua coltura permette bassi costi di gestione, di anticipare i tempi di raccolta e di ottenere elevate produttività.

### Fiori e frutti
Deriva dalla cultivar “Frantoio”. Vigoria media, autofertile, produttività precoce ed abbondante. Drupa di media pezzatura, elevato rapporto polpa/nocciolo. Maturazione media, elevata resa in olio, ottima la qualità dell’olio ottenibile.

### Produzione
Ha una elevata attitudine alla meccanizzazione delle attività, dall'impianto all'allevamento, dalla potatura alla raccolta. Si distingue per il rapido accrescimento in campo con fruttificazione a partire dal 2º e 3º anno dalla piantumazione e garantisce altissima produzione, costante negli anni. Assicura elevate produttività in impianti con diversi sesti.

### Parametri qualitativi
- Rapporto acidi grassi insaturi/saturi: 6,616
- Acido palmitico: 11,57%
- Acido stearico: 1,19%
- Acido oleico: 76,79%
- Acido linoleico: 7,95%
- Acido linolenico: 0,93%
- Contenuto in polifenoli: alto.